# West Highland Free Press
West Highland Free Press è un giornale scozzese fondato nel 1972 come settimanale di sinistra.
I valori ispiratori del giornale sono racchiusi nello slogan gaelico “An Tir, an Canan 'sna Daoine” (La terra, la lingua, la gente).
La sede è a Broadford nell'isola di Skye e copre Skye, Wester Ross e le Ebridi Esterne.

## Collaboratori
Tra le firme vantate dalla testata, i più noti sono: il professor Donald MacLeod, preside del Free Church Training College di Edimburgo e Brian Wilson, parlamentare britannico dal 1987 al 2005.